# Ацицзир, Рамзин
Рамзин Ацицзир (нем. Ramsin Azizsir, р.12 июня 1991) — германский борец греко-римского стиля, призёр Европейских игр, призёр чемпионата Европы.

## Биография
Родился в 1991 году в Хофе, его родители имели иранское и венгерское происхождение. В 2009 году стал чемпионом Европы среди юниоров. В 2011 году выиграл чемпионат Германии. В 2014 году занял 5-е место на чемпионате мира. В 2015 году завоевал бронзовую медаль Европейских игр. В 2017 году стал бронзовым призёром чемпионата Европы.